# Giovanni III di Sutri
Giovanni (fl. XII secolo) è stato vescovo di Sutri, storicamente documentato nel 1137.

## Biografia
Alla morte di papa Onorio II (13 febbraio 1130), il collegio cardinalizio si trovò diviso e ne nacque uno scisma con l'elezione e la consacrazione di due papi: Pietro Pierleoni, che prese il nome di Anacleto II, e Gregorio Papareschi, che prese il nome di Innocenzo II. Il vescovo Ottone di Sutri fu tra coloro che appoggiarono l'elezione di Anacleto II.
Negli anni successivi Anacleto II perse tutti gli appoggi politici, in particolare quello dell'imperatore Lotario II, che sostenne il papato di Innocenzo II. Secondo l'Annalista Saxo, agli inizi del 1137, Innocenzo II, scortato dalle truppe imperiali, e Enrico duca di Baviera, scesero verso Roma e venientes Sutheren, episcopum Petri Leonis fautorem deposuerunt, et loco eius Iohannem, abbatis Vuldensis capellanum, subrogaverunt, «venendo a Sutri, deposero il vescovo sostenitore di Pierleoni e al suo posto misero Giovanni, cappellano dell'abate di Fulda». Pur senza menzionarlo, il vescovo deposto fu Ottone, che venne sostituito da Giovanni.
È questa l'unica menzione del vescovo Giovanni di Sutri, le cui vicende circa la nomina sono raccontate anche da Jean Mabillon negli Annales ordinis sancti Benedicti.
Non è nota l'epoca della fine del suo episcopato, che deve essere avvenuta prima del 1158, anno in cui è documentato il successivo vescovo sutrino, un anonimo noto solo con l'iniziale del suo nome, G.